# China Cup
La China Cup International Football Championship (in cinese: 中国杯国际足球锦标赛), è un torneo di calcio internazionale con cadenza annuale organizzato in Cina dalla Wanda Sports Holdings.
Inaugurato nel 2017, il torneo è strutturato come un torneo ad eliminazione diretta tra quattro squadre nazionali, tra cui la Cina.
Inoltre è pianificato anche un allargamento del torneo fino ad otto squadre.

## Edizioni
| Anno          |           | Finale    | Finale     | Finale     |                      | Finale terzo e quarto posto | Finale terzo e quarto posto | Finale terzo e quarto posto |
| Anno          | Vincitore | Risultato | 2º posto   | 3º posto   | Risultato            | 4º posto                    |                             |                             |
| 2017 Dettagli | Cile      | 1 – 0     | Islanda    | Cina       | 1 – 1 (4 – 3 d.c.r.) | Croazia                     |                             |                             |
| 2018 Dettagli | Uruguay   | 1 – 0     | Galles     | Rep. Ceca  | 4 – 1                | Cina                        |                             |                             |
| 2019 Dettagli | Uruguay   | 4 – 0     | Thailandia | Uzbekistan | 1 – 0                | Cina                        |                             |                             |

## Capocannonieri
| Edizione | Giocatore | Totale reti |
| -------- | --- | ----------- |
| 2017     | Wang Jingbin César Pinares Ángelo Sagal Franko Andrijašević Luka Ivanušec Aron Sigurðarson Kjartan Finnbogason | 1           |
| 2018     | Gareth Bale | 3           |
| 2019     | Christian Stuani                                                                                               | 3           |

## Miglior giocatore
| Edizione | Giocatore        |
| -------- | ---------------- |
| 2017     | Eduardo Vargas   |
| 2018     | Edinson Cavani   |
| 2018     | Christian Stuani |